# Puchar Polski
La Coppa di Polonia (in polacco Puchar Polski; Remes Puchar Polski per motivi di sponsor) è la seconda competizione calcistica della Polonia per importanza dopo la prima divisione nazionale ed è posta sotto l'egida della Federazione calcistica della Polonia. Si svolge ogni anno dal 1950.
La partecipazione al torneo è aperta a tutte le squadre affiliate alla Federcalcio polacca. Possono prendere parte al torneo anche le squadre delle riserve dei club più noti. In due occasioni le squadre delle riserve hanno raggiunto la finale ed in una circostanza una di loro ha vinto il trofeo.
Le squadre delle serie minori devono superare dei turni di qualificazioni a carattere regionale prima di acquisire il diritto a disputare la seconda fase della competizione insieme ai club di prima e seconda divisione. Ogni turno è a partita unica e si gioca sul campo della squadra minore. La finale era a gara unica fino al 2002, quando è stato adottato il modello italiano (andata e ritorno).
La squadra con più vittorie è il Legia Varsavia.

## Albo d'oro
| Stagione    | Vincitore          | Risultato     | Risultato     | Finalista          |
| Stagione    | Vincitore          | Andata        | Ritorno       | Finalista          |
| ----------- | ------------------ | ------------- | ------------- | ------------------ |
| 1925-1926   | Wisła Cracovia     | 2-1           | 2-1           | Sparta Lwów        |
| 1927 - 1950 | Non disputato      | Non disputato | Non disputato |                    |
| 1950-1951   | Ruch Chorzów       | 2-0           | 2-0           | Wisła Cracovia     |
| 1951-1952   | Polonia Varsavia   | 1-0           | 1-0           | Legia Varsavia     |
| 1953        | Non disputato      | Non disputato | Non disputato |                    |
| 1953-1954   | Gwardia Varsavia   | 0-0 (dts)     | 3-1           | Wisła Cracovia     |
| 1954-1955   | Legia Varsavia     | 5-0           | 5-0           | Lechia Danzica     |
| 1955-1956   | Legia Varsavia     | 3-0           | 3-0           | Górnik Zabrze      |
| 1956-1957   | ŁKS                | 2-1           | 2-1           | Górnik Zabrze      |
| 1958 - 1961 | Non disputato      | Non disputato | Non disputato |                    |
| 1961-1962   | Zagłębie Sosnowiec | 2-1           | 2-1           | Górnik Zabrze      |
| 1962-1963   | Zagłębie Sosnowiec | 2-0           | 2-0           | Ruch Chorzów       |
| 1963-1964   | Legia Varsavia     | 2-1 (dts)     | 2-1 (dts)     | Polonia Bytom      |
| 1964-1965   | Górnik Zabrze      | 4-0           | 4-0           | Czarni Żagań       |
| 1965-1966   | Legia Varsavia     | 2-1 (dts)     | 2-1 (dts)     | Górnik Zabrze      |
| 1966-1967   | Wisła Cracovia     | 2-0 (dts)     | 2-0 (dts)     | Raków Częstochowa  |
| 1967-1968   | Górnik Zabrze      | 3-0           | 3-0           | Ruch Chorzów       |
| 1968-1969   | Górnik Zabrze      | 2-0           | 2-0           | Legia Varsavia     |
| 1969-1970   | Górnik Zabrze      | 3-1           | 3-1           | Ruch Chorzów       |
| 1970-1971   | Górnik Zabrze      | 3-1           | 3-1           | Zagłębie Sosnowiec |
| 1971-1972   | Górnik Zabrze      | 5-2           | 5-2           | Legia Varsavia     |
| 1972-1973   | Legia Varsavia     | 0-0 (4-2 dtr) | 0-0 (4-2 dtr) | Polonia Bytom      |
| 1973-1974   | Ruch Chorzów       | 2-0           | 2-0           | Gwardia Varsavia   |
| 1974-1975   | Stal Rzeszów       | 0-0 (3-2 dtr) | 0-0 (3-2 dtr) | Rybnik             |
| 1975-1976   | Śląsk Breslavia    | 2-0           | 2-0           | Stal Mielec        |
| 1976-1977   | Zagłębie Sosnowiec | 1-0           | 1-0           | Polonia Bytom      |
| 1977-1978   | Zagłębie Sosnowiec | 2-0           | 2-0           | Piast Gliwice      |
| 1978-1979   | Arka Gdynia        | 2-1           | 2-1           | Wisła Cracovia     |
| 1979-1980   | Legia Varsavia     | 5-0           | 5-0           | Lech Poznań        |
| 1980-1981   | Legia Varsavia     | 1-0 (dts)     | 1-0 (dts)     | Pogoń Stettino     |
| 1981-1982   | Lech Poznań        | 1-0           | 1-0           | Pogoń Stettino     |
| 1982-1983   | Lechia Danzica     | 2-1           | 2-1           | Piast Gliwice      |
| 1983-1984   | Lech Poznań        | 3-0           | 3-0           | Wisła Cracovia     |
| 1984-1985   | Widzew Łódź        | 0-0 (3-1 dtr) | 0-0 (3-1 dtr) | GKS Katowice       |
| 1985-1986   | GKS Katowice       | 4-1           | 4-1           | Górnik Zabrze      |
| 1986-1987   | Śląsk Breslavia    | 0-0 (4-3 dtr) | 0-0 (4-3 dtr) | GKS Katowice       |
| 1987-1988   | Lech Poznań        | 1-1 (3-2 dtr) | 1-1 (3-2 dtr) | Legia Varsavia     |
| 1988-1989   | Legia Varsavia     | 5-2           | 5-2           | Jagiellonia        |
| 1989-1990   | Legia Varsavia     | 2-0           | 2-0           | GKS Katowice       |
| 1990-1991   | GKS Katowice       | 1-0           | 1-0           | Legia Varsavia     |
| 1991-1992   | Miedź Legnica      | 1-1 (4-3 dtr) | 1-1 (4-3 dtr) | Górnik Zabrze      |
| 1992-1993   | GKS Katowice       | 1-1 (5-4 dtr) | 1-1 (5-4 dtr) | Ruch Chorzów       |
| 1993-1994   | Legia Varsavia     | 2-0           | 2-0           | ŁKS                |
| 1994-1995   | Legia Varsavia     | 2-0           | 2-0           | GKS Katowice       |
| 1995-1996   | Ruch Chorzów       | 1-0           | 1-0           | GKS Bełchatów      |
| 1996-1997   | Legia Varsavia     | 2-0           | 2-0           | GKS Katowice       |
| 1997-1998   | Amica Wronki       | 5-3 (dts)     | 5-3 (dts)     | Aluminium Konin    |
| 1998-1999   | Amica Wronki       | 1-0           | 1-0           | GKS Bełchatów      |
| 1999-2000   | Amica Wronki       | 2-2           | 3-0           | Wisła Cracovia     |
| 2000-2001   | Polonia Varsavia   | 2-1           | 2-2           | Górnik Zabrze      |
| 2001-2002   | Wisła Cracovia     | 4-2           | 4-0           | Amica Wronki       |
| 2002-2003   | Wisła Cracovia     | 0-1           | 3-0           | Wisła Płock        |
| 2003-2004   | Lech Poznań        | 2-0           | 0-1           | Legia Varsavia     |
| 2004-2005   | Dyskobolia         | 2-0           | 0-1           | Zagłębie Lubin     |
| 2005-2006   | Wisła Płock        | 3-2           | 3-1           | Zagłębie Lubin     |
| 2006-2007   | Dyskobolia         | 2-0           | 2-0           | Korona Kielce      |
| 2007-2008   | Legia Varsavia     | 0-0 (4-3 dtr) | 0-0 (4-3 dtr) | Wisła Cracovia     |
| 2008-2009   | Lech Poznań        | 1-0           | 1-0           | Ruch Chorzów       |
| 2009-2010   | Jagiellonia        | 1-0           | 1-0           | Pogoń Stettino     |
| 2010-2011   | Legia Varsavia     | 1-1 (5-4 dtr) | 1-1 (5-4 dtr) | Lech Poznań        |
| 2011-2012   | Legia Varsavia     | 3-0           | 3-0           | Ruch Chorzów       |
| 2012-2013   | Legia Varsavia     | 2-1           | 2-1           | Śląsk Breslavia    |
| 2013-2014   | Zawisza Bydgoszcz  | 0-0 (6-5 dtr) | 0-0 (6-5 dtr) | Zagłębie Lubin     |
| 2014-2015   | Legia Varsavia     | 2-1           | 2-1           | Lech Poznań        |
| 2015-2016   | Legia Varsavia     | 1-0           | 1-0           | Lech Poznań        |
| 2016-2017   | Arka Gdynia        | 2-1 (dts)     | 2-1 (dts)     | Lech Poznań        |
| 2017-2018   | Legia Varsavia     | 2-1           | 2-1           | Arka Gdynia        |
| 2018-2019   | Lechia Danzica     | 1-0           | 1-0           | Jagiellonia        |
| 2019-2020   | KS Cracovia        | 3-2 (dts)     | 3-2 (dts)     | Lechia Danzica     |
| 2020-2021   | Raków Częstochowa  | 2-1           | 2-1           | Arka Gdynia        |
| 2021-2022   | Raków Częstochowa  | 3-1           | 3-1           | Lech Poznań        |
| 2022-2023   | Legia Varsavia     | 0-0 (6-5 dtr) | 0-0 (6-5 dtr) | Raków Częstochowa  |
| 2023-2024   | Wisła Cracovia     | 2-1 (dts)     | 2-1 (dts)     | Pogoń Stettino     |
| 2024-2025   | Legia Varsavia     | 4-3           | 4-3           | Pogoń Stettino     |

## Vittorie per squadra
| Squadra            | Vittorie | Secondi posti | Anni vittorie |
| ------------------ | -------- | ------------- | --- |
| Legia Varsavia     | 21       | 6             | 1955, 1956, 1964, 1966, 1973, 1980, 1981, 1989, 1990, 1994, 1995, 1997, 2008, 2011, 2012, 2013, 2015, 2016, 2018, 2023, 2025 |
| Górnik Zabrze      | 6        | 7             | 1965, 1968, 1969, 1970, 1971, 1972                                                                                           |
| Lech Poznań        | 5        | 5             | 1982, 1984, 1988, 2004, 2009                                                                                                 |
| Wisła Cracovia     | 5        | 6             | 1926, 1967, 2002, 2003, 2024                                                                                                 |
| Zagłębie Sosnowiec | 4        | 1             | 1962, 1963, 1977, 1978 |
| Ruch Chorzów       | 3        | 6             | 1951, 1974, 1996 |
| GKS Katowice       | 3        | 5             | 1986, 1991, 1993 |
| Amica Wronki       | 3        | 1             | 1998, 1999, 2000 |
| Śląsk Breslavia    | 2        | 1             | 1976, 1987 |
| Arka Gdynia        | 2        | 1             | 1979, 2017 |
| Lechia Danzica     | 2        | 1             | 1983, 2019 |
| Raków Częstochowa  | 2        | 1             | 2021, 2022 |
| Polonia Varsavia   | 2        | -             | 1952, 2001 |
| Dyskobolia         | 2        | -             | 2005, 2007 |
| Gwardia Varsavia   | 1        | 1             | 1954 |
| ŁKS                | 1        | 1             | 1957 |
| Wisła Płock        | 1        | 1             | 2006 |
| Jagiellonia        | 1        | 1             | 2010 |
| Stal Rzeszów       | 1        | -             | 1975 |
| Widzew Łódź        | 1        | -             | 1985 |
| Miedź Legnica      | 1        | -             | 1992 |
| Zawisza Bydgoszcz  | 1        | -             | 2014 |
| KS Cracovia        | 1        | -             | 2020 |
| Pogoń Stettino     | -        | 4             | - |
| Polonia Bytom      | -        | 3             | - |
| Zagłębie Lubin     | -        | 3             | - |
| GKS Bełchatów      | -        | 2             | - |
| Piast Gliwice      | -        | 2             | - |
| Aluminium Konin    | -        | 1             | - |
| Czarni Żagań       | -        | 1             | - |
| Rybnik             | -        | 1             | - |
| Sparta Lwów        | -        | 1             | - |
| Stal Mielec        | -        | 1             | - |